# Mosteiro de Pedroso

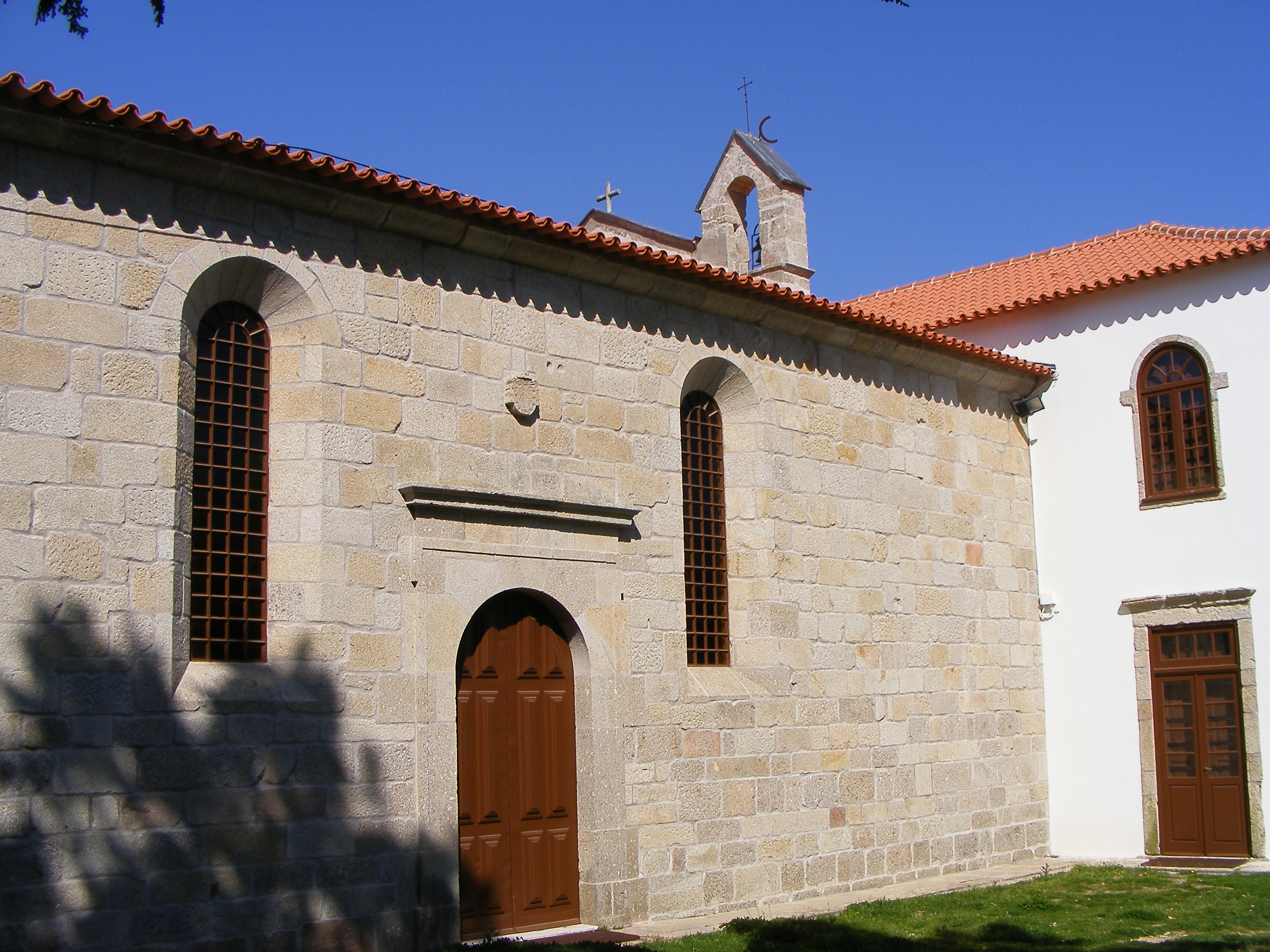
Mosteiro de Pedroso, lado sul.

O Mosteiro de Pedroso localiza-se em Pedroso, na atual freguesia de Pedroso e Seixezelo, no Município de Vila Nova de Gaia, Distrito do Porto, em Portugal.
O Mosteiro de Pedroso foi classificado como Monumento de Interesse Público, pela Portaria n.º 309/2014 publicada no Diário da República do dia 14 de Maio de 2014.

## História
Trata-se de um antigo mosteiro da Ordem de São Bento. De acordo com frei Luís de São Tomás, foi fundado em 867 por doação de D. Gondezinho. Fontes documentais, entretanto, referem que foi fundado na passagem do século X para o século XI, com base em uma escritura de doação com data de 24 de fevereiro de 1046, onde Trastina Pinioliz afirma que, juntamente com seu esposo, Ederónio Alvitiz, tinham edificado o Mosteiro de Pedroso.
O mosteiro acolheu no seu seio, como abade comandatário, frei Pedro Julião, futuro Papa João XXI.
Acolheu também em 1667, devido a sua prisão, determinada pelo Santo Ofício, o padre António Vieira.
Após a expulsão dos jesuítas do país (1759), a propriedade foi retalhada e vendida.
A igreja permaneceu como matriz da freguesia, mas os restantes edifícios e terrenos passaram para as mãos de particulares.
Em 1803 foi erguido um muro a separar a igreja da casa conventual e crê-se que o claustro terá sido demolido nessa altura.